# Bateria de sapo

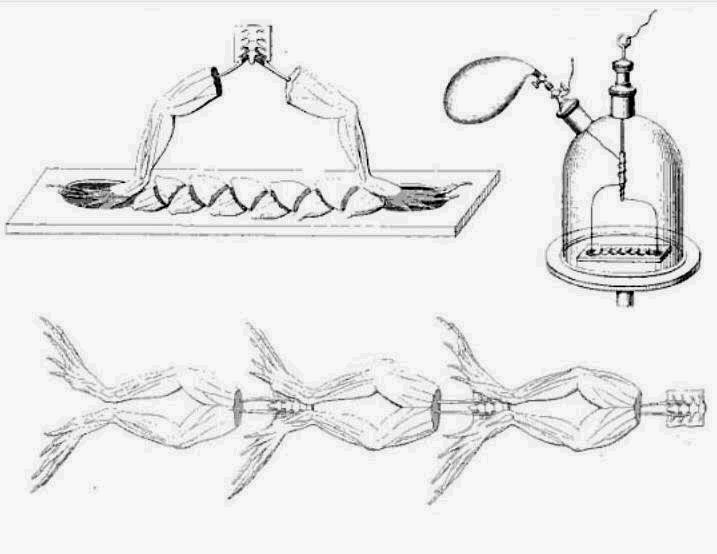
Bateria de sapo de Matteucci, 1845 (canto superior esquerdo); bateria de sapo de Aldini, 1818 (inferior); aparelho para exposição controlada de gases à bateria de sapo (canto superior direito).

 Uma bateria de sapo é uma bateria eletroquímica composta por vários sapos mortos (ou, por vezes, vivos), que formam as células da bateria, conectadas em uma configuração série [en]. Trata-se de um tipo de biobateria [en]. Foi utilizada em investigações científicas iniciais sobre eletricidade e em demonstrações acadêmicas.
O princípio por trás da bateria é o potencial de lesão [en] gerado em um músculo quando danificado, embora isso não fosse completamente compreendido nos séculos XVIII e XIX; a potencial era causada incidentalmente pela dissecção dos músculos do sapo.
A bateria de sapo é um exemplo de uma classe de biobaterias que podem ser feitas a partir de diversos animais. O termo geral para um exemplo dessa classe é pilha muscular.
A bateria de sapo mais conhecida foi criada por Carlo Matteucci em 1845, embora outros a tenham precedido. Matteucci também criou baterias com outros animais, e Giovanni Aldini desenvolveu uma bateria a partir de cabeças de bois.

## Contexto
Nos primórdios da pesquisa elétrica, um método comum para detectar corrente elétrica era por meio de um galvanoscópio de perna de sapo [en]. Os pesquisadores mantinham um bom suprimento de sapos vivos para preparar suas pernas para o galvanoscópio. Assim, os sapos eram um material conveniente para outros experimentos. Eram pequenos, fáceis de manejar, suas pernas eram especialmente sensíveis à corrente elétrica e continuavam respondendo por mais tempo do que outros animais candidatos para essa função.

## Preparação

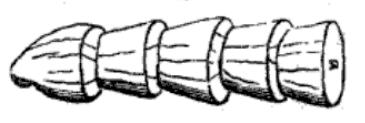
Coxas de sapo cortadas ao meio, dispostas em série

Era comum usar as coxas dos sapos para a construção da bateria. Primeiro, as pernas do sapo eram esfoladas, e a parte inferior da perna era cortada na articulação do joelho e descartada. Danificar o músculo durante esse procedimento comprometia os resultados. O músculo da coxa era então cortado transversalmente em duas partes, produzindo duas metades. Apenas a peça cônica inferior era mantida. As metades das coxas eram dispostas sobre um isolante de madeira envernizada, de modo que a superfície interna de uma estivesse em contato com a superfície externa da próxima, com as extremidades cônicas da superfície externa sendo inseridas na cavidade da superfície cortada. As extremidades da pilha eram colocadas em copos de água embutidos na madeira, formando os terminais da bateria.
A disposição da superfície interna conectada à externa baseava-se na teoria incorreta de que havia uma corrente elétrica nos músculos fluindo continuamente do interior para o exterior. Sabe-se agora que as metades das coxas eram mais eficazes na geração de eletricidade porque sofreram maior lesão muscular. Esse efeito de aumento do potencial elétrico devido à lesão é conhecido como potencial de demarcação ou potencial de lesão.
Outras construções também podiam ser usadas. Por exemplo, as pernas traseiras completas podiam ser utilizadas, com os nervos ciáticos expostos, de modo que o nervo de um sapo pudesse ser conectado aos pés do próximo. Sapos inteiros também podiam ser usados. Embora a preparação dos músculos da coxa fosse mais demorada, a maioria dos experimentadores preferia esse método, pois oferecia melhores resultados.

## História

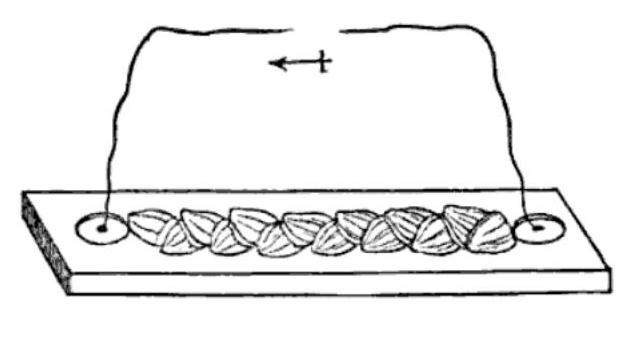
Diagrama de uma bateria de sapo por Bird, 1848

A primeira bateria de sapo foi construída por Eusebio Valli na década de 1790, com uma cadeia de 10 sapos. Valli teve dificuldade em compreender todos os seus resultados; ele seguia Luigi Galvani ao acreditar que a eletricidade animal (ou eletricidade galvânica) era um fenômeno distinto da eletricidade metal-metal (ou eletricidade voltaica), chegando a negar sua existência. A teoria de Alessandro Volta foi comprovada correta quando ele conseguiu construir a pilha voltaica sem o uso de qualquer material animal. Como Valli se posicionou do lado errado nessa disputa e se recusou a mudar de opinião apesar das evidências, seu trabalho tornou-se menos conhecido, e sua bateria de sapo é pouco documentada.

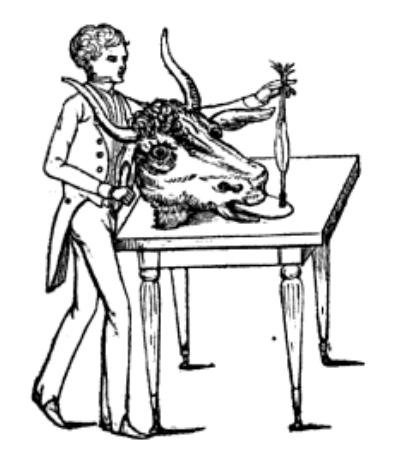
Bateria de cabeça de boi de Aldini, 1803

Leopoldo Nobili [en] construiu uma bateria de sapo em 1818 com pernas completas de sapos, que ele chamou de pilha de sapo. Ele usou isso para investigar a eletricidade animal, mas seus experimentos foram fortemente criticados por Volta, que argumentava que a verdadeira fonte de eletricidade eram metais diferentes no circuito externo. Segundo Volta, os fluidos no sapo apenas forneciam o eletrólito.
A bateria de sapo mais conhecida foi construída por Carlo Matteucci, descrita em um artigo apresentado à Royal Society em 1845 por Michael Faraday em seu nome. Posteriormente, também apareceu no popular livro didático de física para estudantes de medicina, Elementos de Filosofia Natural, de Golding Bird [en]. Matteucci construiu sua bateria com uma pilha de 12 a 14 metades de coxas de sapos. Apesar da teoria equivocada por trás da bateria de metades de coxas, a bateria de Matteucci era suficientemente poderosa para decompor iodeto de potássio. Matteucci buscava com esse aparelho responder às críticas de Volta a Nobili, construindo um circuito, tanto quanto possível, inteiramente de material biológico, provando assim a existência da eletricidade animal. Matteucci também estudou os efeitos do vácuo, diversos gases e venenos na bateria de sapo, concluindo que, em muitos casos, sua operação não era afetada, mesmo quando a substância seria tóxica ou letal para o animal vivo.
Sapos não eram as únicas criaturas usadas como componentes de baterias. Em 1803, Giovanni Aldini demonstrou que eletricidade podia ser obtida de uma cabeça de boi recém-abatido. Um galvanoscópio de sapo conectado entre a língua e a orelha do boi mostrava uma reação quando o circuito era completado pelo corpo do experimentador. Uma reação maior era obtida quando Aldini juntava duas ou três cabeças em uma bateria. Mais tarde, na década de 1840, Matteucci também criou baterias de enguias, pombos e coelhos. Além disso, ele desenvolveu uma bateria com pombos vivos, conectando uma ferida no peito de um pombo ao corpo do próximo. Matteucci afirma que esse projeto foi baseado em uma bateria preexistente de sapos vivos.